# 赤司道雄
赤司 道雄（あかし みちお、1920年12月7日 - 1993年2月22日）は、日本の聖書学・宗教学者。立教大学名誉教授。

## 経歴
第一高等学校を経て、1943年東京帝国大学宗教学科卒、1952年東京大学大学院特別研究生修了、助手、1950-1952年シカゴ大学へ留学、1953年立教大学一般教育部助教授、教授。1965年「旧約聖書捕囚以後の思想史の研究 神の応報の問題をめぐって」で文学博士（東京大学）。1980年シカゴ大学併設ミドヴィル神学校名誉神学博士。1986年立教大学を定年退職。立教大学名誉教授。同仁自由キリスト教会牧師。
1993年2月22日、肝臓癌のため死去。

## 著書
- 『聖書 これをいかに読むか』（中公新書） 1966
- 『旧約聖書 捕囚以後の思想史 神の応報の問題をめぐって』（大明堂） 1973
- 『旧約聖書からイエスへ』（大明堂） 1977.11
- 『太宰治 その心の遍歴と聖書』（八木書店） 1985.11
- 『同仁キリスト教伝道百年史』（編、キリスト教同仁社団） 1990.10
- 『愛は神よりのもの』（赤司道雄先生記念事業会編、新樹社） 1994.2

## 翻訳
- 『古代文化の光 ヘブライ=クリスト宗教の考古学的背景』（ジャック・フィネガン、三笠宮崇仁, 中沢洽樹共訳、岩波書店） 1955

## 参考
- 藤田富雄「赤司さんに献盃!!」『東京大学宗教学年報．別冊』第11号、東京大学文学部宗教学研究室、1994年3月、3-5頁、doi:10.15083/00030299、NAID 120001507024。
- 赤司道雄『聖書 : これをいかに読むか』105号、中央公論社〈中公新書〉、1966年。doi:10.11501/2969680。 NCID BN01813145。NDLJP:2969680。